# Salvador Rueda Smithers
Salvador Rueda Smithers (Ciudad de México, 1954) es un historiador, investigador y funcionario público mexicano. Es desde 2005 director del Museo Nacional de Historia de México. Sus investigaciones han abarcado temas como los códices mexicanos, las colecciones del museo que dirige y el zapatismo en el estado de Morelos.

## Trayectoria académica
Es licenciado en historia por la Universidad Nacional Autónoma de México (UNAM) y maestro en historia del arte por la Universidad Iberoamericana. Ha sido profesor de instituciones como la Escuela Nacional de Antropología e Historia, la Universidad Iberoamericana y la Facultad de Ciencias Políticas de la UNAM. De 1995 a 2002 fue investigador en la Dirección de Estudios Históricos del Instituto Nacional de Antropología e Historia. Es parte del consejo asesor de las siguientes revistas académicas: Gaceta de Museos de la Coordinación Nacional de Museos y Exposiciones del INAH, Revista Historias de la Dirección de Estudios Históricos del INAH y de la Revista Estudios de Historia Contemporánea del Instituto de Investigaciones Históricas de la UNAM.
De 1990 a 1992 y de 2005 a la fecha es director del Museo Nacional de Historia de México.

### Obra
- Emiliano Zapata. Antología (en colaboración con Laura Espejel y Alicia Olivera). México, INEHRM-INAH, 1988.
- Códices y documentos sobre México (coeditor con Constanza Vega y Rodrigo Martínez), México, Conaculta-INAH, 1998.
- Pinceles mexicanos. Tres mil años de pintura, México, JHP, 1998.[5]
- Zapata en Morelos (con María Elena Noval). Barcelona, Lunwerg Editores-Gobierno del Estado de Morelos 2006-2012,
- De la A a la Z. El conocimiento de las lenguas de México (coeditor con Rodrigo Martínez) México, INAH, 2015.

## Premios y reconocimientos
- 2018 - Medalla Jaguar Internacional de las Artes por la Fundación Isve Guerrero[6]